# کریستین پینالس
کریستین پینالس (انگلیسی: Cristian Pinales؛ زادهٔ ۲ نوامبر ۲۰۰۰) بوکسور اهل جمهوری دومنیکن است.